# Méhlepényesek
A méhlepényesek (Placentalia) az emlősök (Mammalia) osztályába tartozó elevenszülő emlősök (Theria) alosztályának egy alosztályága.

## A méhlepény
A magzat méhen belüli fejlődése tovább tart, mint az erszényeseknél. A kialakuló méhlepény biztosítja az embrió számára a megfelelő tápanyag- és oxigénellátást az anyai szervezetből. Világra jött utódaikat hosszabb-rövidebb ideig szoptatják.

## Rendszerezés
A legújabb filogenetikus rendszerezés szerint a méhlepényesek a következő öregrendeket és rendeket foglalják magukban:
- Xenarthra
  - páncélos vendégízületesek rendje – Cingulata Illiger, 1811
  - szőrös vendégízületesek rendje – Pilosa Flower, 1883
- Afrotheria
  - Afrosoricida Stanhope, 1998
  - elefántcickány-alakúak rendje – Macroscelidea Butler, 1956
  - földimalacfélék rendje – Tubulidentata Huxley, 1872
  - előpatások rendje – Hyracoidea Huxley, 1869
  - ormányosok rendje – Proboscidea Illiger, 1811
  - tengeritehenek rendje – Sirenia Illiger, 1811
  - Bibymalagasia MacPhee, 1994 – kihalt
  - Embrithopoda Andrews, 1906 – kihalt
  - Desmostylia Reinhart, 1953 – kihalt
- Laurasiatheria
  - Eulipotyphla
  - Cetartiodactyla
    - Mesonychia – kihalt
    - cetek rendje – Cetacea Brisson, 1762
    - vízilovak rendje – Hippopotamidea
    - párosujjú patások rendje – Artiodactyla Owen, 1848

  - Pegasoferae
    - denevérek rendje – Chiroptera Blumenbach, 1779
    - páratlanujjú patások rendje – Perissodactyla Owen, 1848
    - Ferae
      - tobzoskák rendje – Pholidota Weber, 1904
      - ragadozók rendje – Carnivora Bowdich, 1821
      - Creodonta Cope, 1875 – kihalt
- Meridiungulata McKenna, 1975 öregrend - az egyetlen emlős-öregrend, amely mára teljesen kihalt
  - †Pyrotheria Ameghino, 1895
  - †Astrapotheria Lydekker, 1894
  - †Notoungulata Roth, 1903
  - †Litopterna Ameghino, 1889
- Euarchontoglires
  - Glires
    - rágcsálók rendje – Rodentia Bowdich, 1821
    - nyúlalakúak rendje – Lagomorpha Brandt, 1855

  - Euarchonta
    - mókuscickányok rendje – Scandentia Wagner, 1855
    - bőrszárnyúak rendje – Dermoptera Illiger, 1811
    - Plesiadapiformes Simons & Tattersall, 1972 – kihalt
    - főemlősök rendje – Primates Linneaues, 1758